# Ibn Ammar
Pour les articles homonymes, voir Ammar.
 (février 2020).
Si vous disposez d'ouvrages ou d'articles de référence ou si vous connaissez des sites web de qualité traitant du thème abordé ici, merci de compléter l'article en donnant les références utiles à sa vérifiabilité et en les liant à la section « Notes et références ».
Abu Bakr Muhammad ibn Ammar ou Ibn Ammar "Dhu Al-Wizaratayn" (surnommé "Celui au Deux Vizirat"), arabe : (ذو الوزارتين أبو بكر بن عمار) , né en 1031 et mort en 1086, était un poète andalou, né à Xanabus (شنّبوس) près de Silves, dans le Gharb al-Ândalus, sur le territoire de l'actuel Portugal. Il a été vizir (premier ministre) et safir (ambassadeur) de la taïfa de Séville.

## Jeunesse
Mohammed ibn Ammar ibn Al-Hussayn ibn Ammar al-Mahri al-Quda'i est né dans un village dans la Taïfa de Silves nommé Xanabus (شنّبوس), au sein d'une famille andalouse modeste, d'origne arabe.
Ibn Ammar étudia à Silves et Cordoue où il y développa un talent pour la poésie et la littérature. Il utilisa ce talent dans le "Madh" (المَدْح), l'Eloge, genre poétique dans lequel le poète (souvent ambulant) rend hommage aux Emirs.

## Séville
Il arrive à Séville en 1053 dans la cour de l'Emir Al-Mu`tadid (Abbad II). C'est grâce à la poésie qu'il se lie d'amitié avec le jeune prince Al Mutamid ibn Abbad qu'il accompagne à Silves lorsqu'il est nommé gouverneur. Mais le jeune émir est rappelé à Séville par son père en 1058 et le poète est écarté par Al Mu'tadid à cause de son influence néfaste sur son héritier.
Après la mort de son père, Abbad II, en 1069, Al Mu'tamid ibn Abbad (Abbad III) devient sultan de la Taïfa de Séville, rappelle Ammar à la cour et le nomme gouverneur de Silves en 1070, puis plus tard premier ministre (vizir) à Séville.
Ibn Ammar annexe la taïfa Jahwaride de Cordoue en 1070, et Al-Mu'tamid déplacera sa cour dans cette ville. En 1071, Ibn Ammar arrive à se débarrasser du vizir concurrent et également poète, Ibn Zeydoun, en parvenant à convaincre Al-Mu'tamid, d'envoyer Ibn Zeydoun, agé et épuisé, mater une rébellion à Séville, il tombe malade et meurt sur la route.
En 1074, il est nommé safir (ambassadeur) d'Al-Mu'tamid dans le cour du roi de Castille et León Alphonse VI pour négocier une alliance. Selon cet accord, Al-Mu'tamid devait verser 50 000 dinars à Alphonse, en échange de son aide pour prendre Grenade, alors sous le contrôle d'Abd Allah ibn Buluggin. Le butin de la prise de Grenade devaient aussi être attribuées à Alphonse. L'exécution du plan débuta par la construction d'un fort près de Grenade, qu'Ibn Ammar dota de troupes pour servir de base afin de menacer Grenade. Cependant, les batailles d'Al-Mu'tamid à Cordoue contres les Dhunnunides l'obligèrent à évacuer le fort, qui fut ensuite occupé par les troupes grenadines.
Ibn Ammar était réputé pour être imbattable aux échecs, selon Abd al-Wahid al-Marrakushi, sa victoire aux échecs contre Alphonse VI aurait convaincu le roi de Castille de se tenir éloigné de Séville.

## Murcie
Après l'échec de la prise de Grenade, Ibn Ammar suggéra à Al-Mu'tamid qu'il était nécessaire de s'emparer de la taïfa de Murcie d'Ibn Tāhir. L'Emir lui confia alors la tâche de la prendre. Ibn Ammar conclut un accord avec le compte de Barcelone Raimond-Bérenger II, qui s'engagea à participer à la campagne pour Murcie en échange d'un paiement en avance et d'une partie du butin. Les deux parties fournirent des otages pour garantir l'accord : Al-Mu'tamid envoya son fils, ar-Rashid ibn Al-Mu'tamid à Barcelone, et le comte envoya son neveu à Séville. Les deux armées entreprirent le siège de Murcie, mais Al-Mu'tamid tarda à verser l'avance à Raimond. Ce qui le poussa à douter des intentions de ses alliés sévillans, il emprisonna Ibn Ammar et ar-Rashid, avant de se retirer avec ses troupes. Al-Mu'tamid fera de même avec le neveu du compte en le jetant au cachot, mais il finit par verser l'argent et libéra le neveu du comte, ce qui amena le comte à libérer Ibn Ammar et ar-Rashid. La première campagne sévillane pour Murcie fut dont un échec.
En 1079, Ibn Ammar suggéra à Al-Mu'tamid de tenter une nouvelle expédition pour Murcie. Cette obsession qu'il avait pour prendre Murcie, était nourrie par une rancune envers Ibn Tahir, car lors qu'Ibn Ammar était encore poète ambulant, il eu un bref passage à la cours de Murcie, où Ibn Tahir n'avait guère apprécié les poèmes élogieux d'Ibn Ammar.
Le poète devenu vizir, financera cette deuxième expédition sévillane pour Murcie lui-même. Il confiera le commandement de cette armée à Abd-al-Rahman ibn Rashiq, caïd du fort Balaj (Vélez-Rubio). Cette deuxième campagne fut couronnée de succès. Ibn Ammar fut alors nommé gouverneur de Murcie par Al-Mu'tamid.

## Trahison
Profitant de la longue distance qui sépare Séville de Murcie. Ibn Ammar commença à agir comme un émir indépendant, il nommait des fidèles à lui pour les postes à responsabilité, et passait son temps a s'enivrer et à rédiger des poèmes élogieux envers lui-même et insultant pour ses nombreux ennemis. Il écrivit alors un poème dans lequel il injuriait Al-Mu'tamid et son épouse Itimad Ar-Rumaikiyya, qui était sa rivale à la cour de Séville depuis la mort d'Ibn Zeydoun, en mettant l'accent sur l'origine roturière d'Itimad et sur "l'homosexualité" d'Al-Mu'tamid.
ياعامر الخيل يا زيدها                 
منعت الْقرى وابحث العيالا
اراك توري بحب النساء
وقدما عهدتك تهوى الرجال
تخيرتها من بنات الهجان
رميكية لاتساوي عقالا
فجاءت بكلِّ قصيرِ العذار
لئيم النجادين عمَّاً و خالاً
قصارُ القـدودِ و لكنَّهم

أقاموا عليها قروناً طوالاً 
Ce poème parvint entre les mains d'Abu Bakr ibn Abd al-Aziz, Emir de Valence, qui lui aussi était rival d'Ibn Ammar. Il envoya ce poème à Al-Mu'tamid pour l'inciter à se retourner contre Ibn Ammar.
Cependant, l'Emir de Séville n'a même pas eu besoin d'agir pour se venger d'Ibn Ammar, puis que les nombreux ennemis de ce dernier s'en occuperont. En 1082, quelque temps après sa prise de pouvoir à Murcie, Ibn Rashiq, son fidèle commandant, profitera de l'absence d'Ibn Ammar pendant une inspection des forteresses de son domaine, pour organiser un soulèvement pour remettre Ibn Tahir sur le trône de Murcie.
Contraint de quitter la ville de Murcie, il se réfugie à la cour du souverain Yusuf al-Mutaman de la taïfa de Saragosse. Il aide al-Mutaman à se débarrasser d'un gouverneur rebelle. Lors d'une expédition sur la Segura, il se fait capturer en août 1084. Emprisonné à Séville, il retourne à la poésie et se réconcilie finalement avec le sultan, mais pour un certain temps seulement. Le sultan intercepte une lettre du poète et, pris de fureur, tue Ammar de ses propres mains en 1086.